# Arenas (Spanyolország)
Arenas egy község Spanyolországban, Málaga tartományban. Arenas Algarrobo, Vélez-Málaga, Viñuela, Canillas de Aceituno, Sedella, Salares, Canillas de Albaida és Sayalonga községekkel határos. Lakosainak száma 1259 fő (2024).

## Népesség
A település népessége az elmúlt években az alábbi módon változott:
| Lakosok száma | 1194 | 1202 | 1391 | 1391 | 1411 | 1282 | 1190 | 1156 | 1249 | 1259 |
|               | 2001 | 2004 | 2007 | 2009 | 2012 | 2014 | 2017 | 2019 | 2022 | 2024 |